# Mèze
Mèze (okzitanisch Mesa) ist eine Stadt im Département Hérault in der Region Okzitanien in Südfrankreich. Sie hat 12.711 Einwohner (Stand 1. Januar 2022). Das Bureau centralisateur des gleichnamigen Kantons befindet sich in der Gemeinde. Die Einwohner werden Mézois und Mézoises genannt.
Die Gemeinde erhielt 2022 die Auszeichnung „Zwei Blumen“, die vom Conseil national des villes et villages fleuris (CNVVF) im Rahmen des jährlichen Wettbewerbs der blumengeschmückten Städte und Dörfer verliehen wird.

## Geographie
Mèze liegt am nördlichen Ufer des Étang de Thau. Nachbarstädte sind Marseillan im Südwesten, Montagnac im Nordwesten, Villeveyrac im Nordosten, Bouzigues im Osten und Sète auf der anderen Seeseite im Süden.

## Bevölkerungsentwicklung
| Jahr      | 1962  | 1968  | 1975  | 1982  | 1990  | 1999  | 2006  | 2017   |
| --------- | ----- | ----- | ----- | ----- | ----- | ----- | ----- | ------ |
| Einwohner | 4.546 | 5.005 | 5.508 | 5.742 | 6.502 | 7.630 | 9.998 | 11.587 |

## Geschichte
Wie die Funde von Dinosauriereiern zeigen, wurde das Gebiet um Mèze bereits vor mehr als 65 Millionen Jahren von Dinosauriern bevölkert. Erste menschliche Besiedlung erfolgt im 8. Jahrhundert v. Chr. durch phönizische Seefahrer. Der Name Mèze soll vom phönizischen Mansa stammen und bedeutete Hohe Stelle, von wo sich ein Rauch erhebt. Ab dem 6. Jahrhundert v. Chr. wurde in Mèze ein Hafen als ein Etappenquartier auf dem Seeweg der Phönizier nach Spanien gebaut.

## Sehenswürdigkeiten
- Überreste der Siedlung Pallas aus dem 10. Jahrhundert, seit 1995 als Monument historique eingeschrieben
- Kirche Saint-Hilaire, im 15. Jahrhundert als Teil eines Kollegiatstifts errichtet
- Kapelle Saint-Martin von Caux de Mèze aus dem 12. Jahrhundert
- Kapelle der Pénitents aus dem 12. Jahrhundert
- Ehemalige Kapelle Notre-Dame-de-Pallas aus dem 10. Jahrhundert
- Ehemalige Abtei Netlieu aus dem 13. Jahrhundert
- Schloss Girard aus dem 17. Jahrhundert

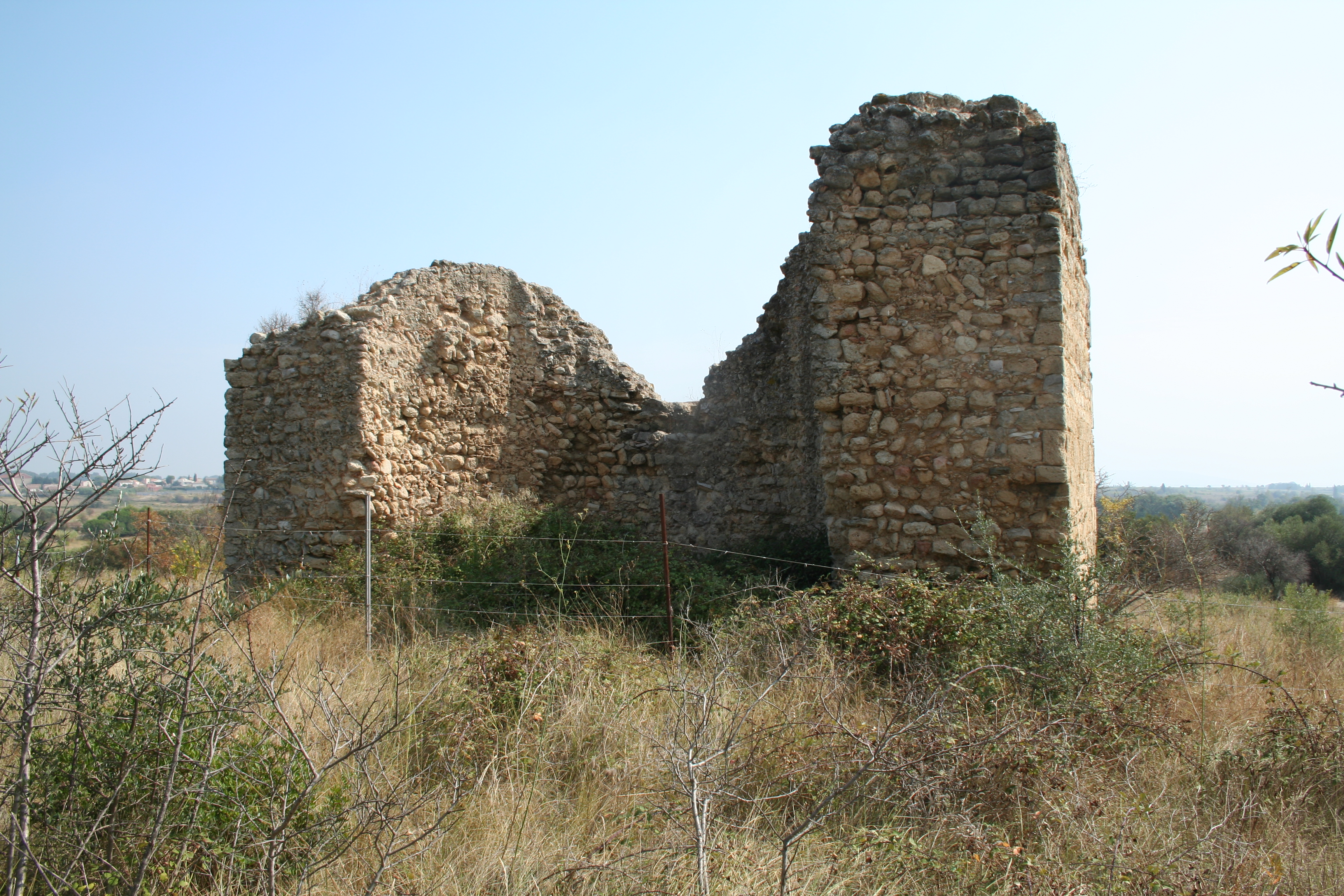
Ruine der Apsis der Kirche Saint-Paul von Pallas
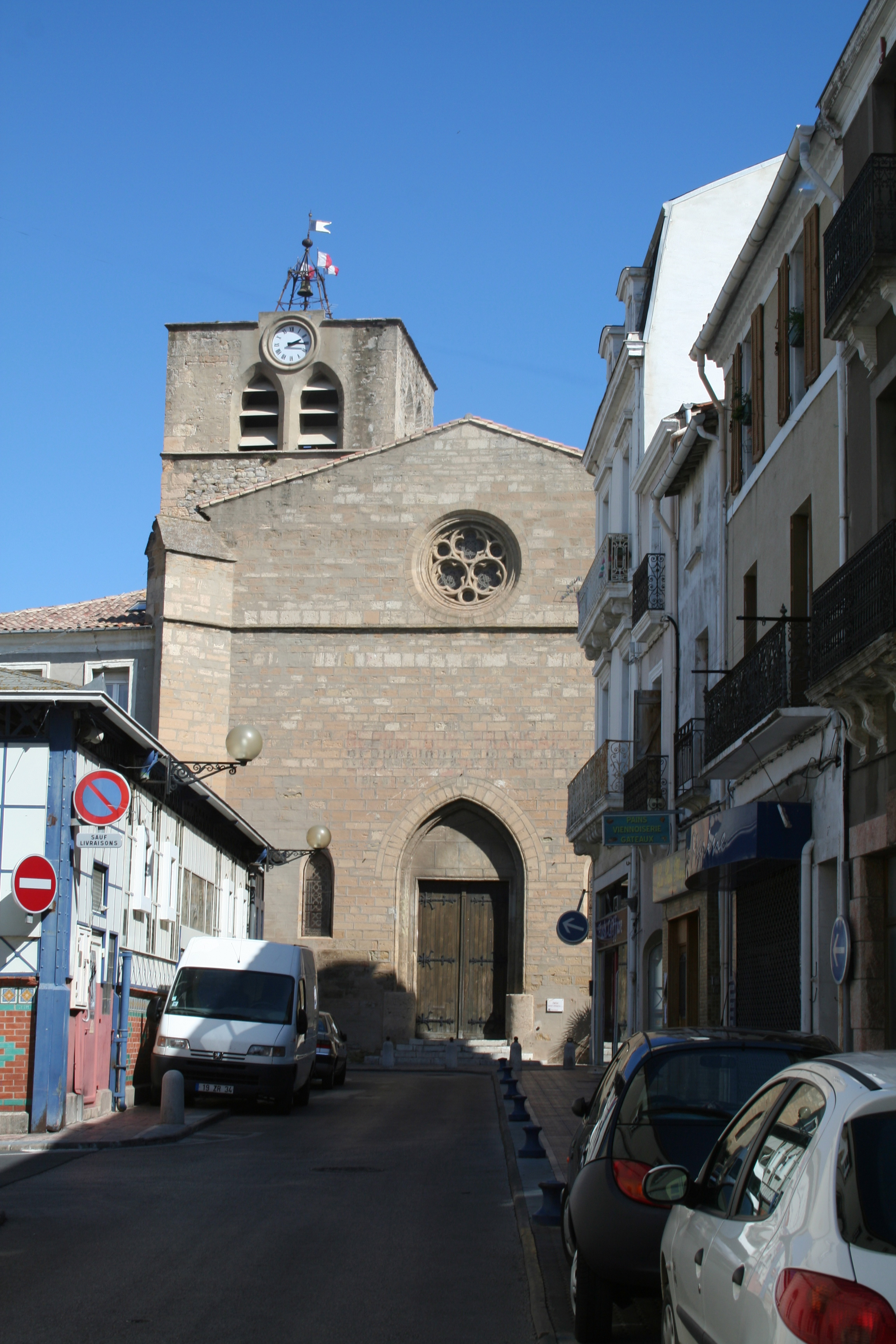
Kirche Saint-Hilaire
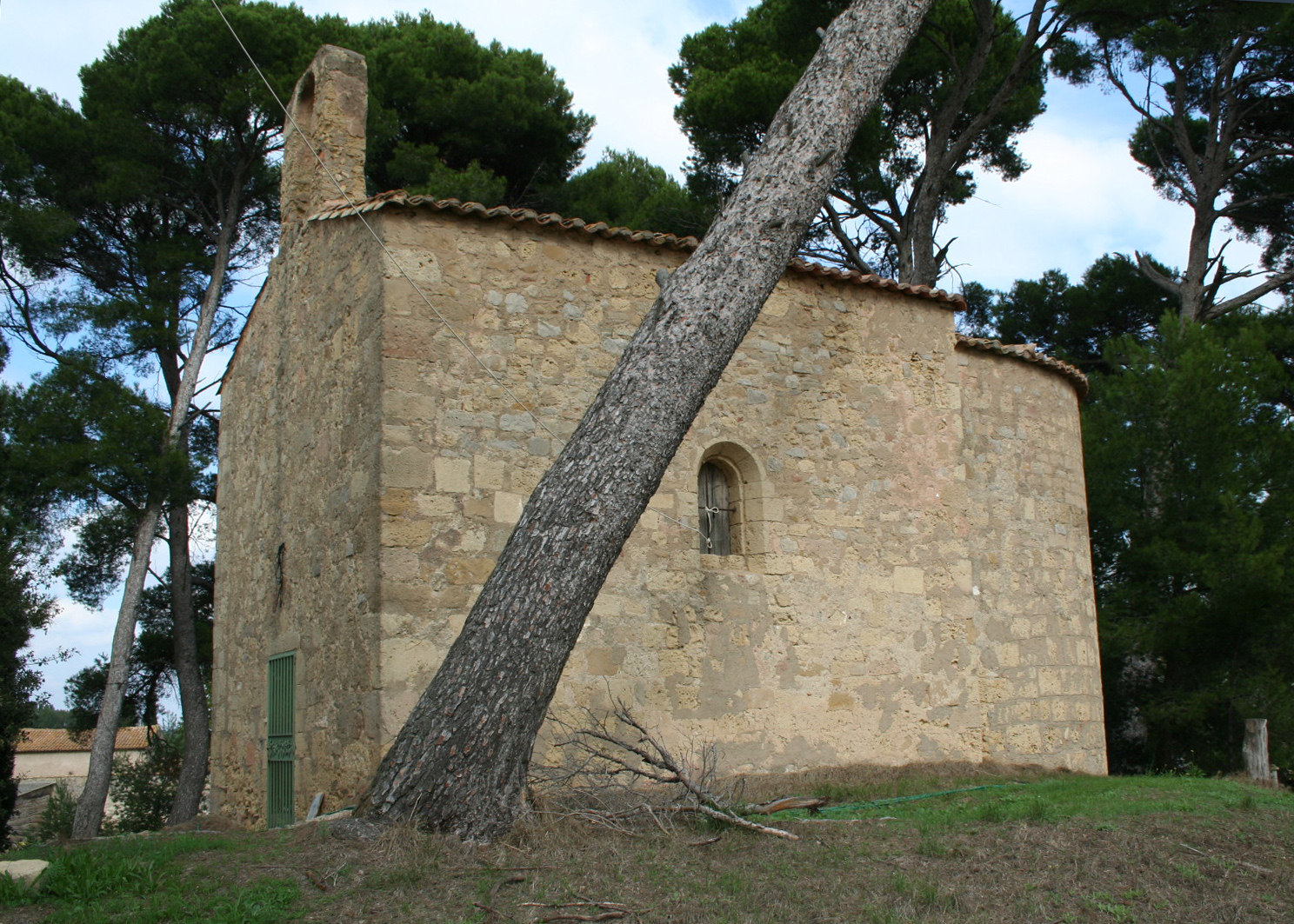
Kapelle Saint-Martin
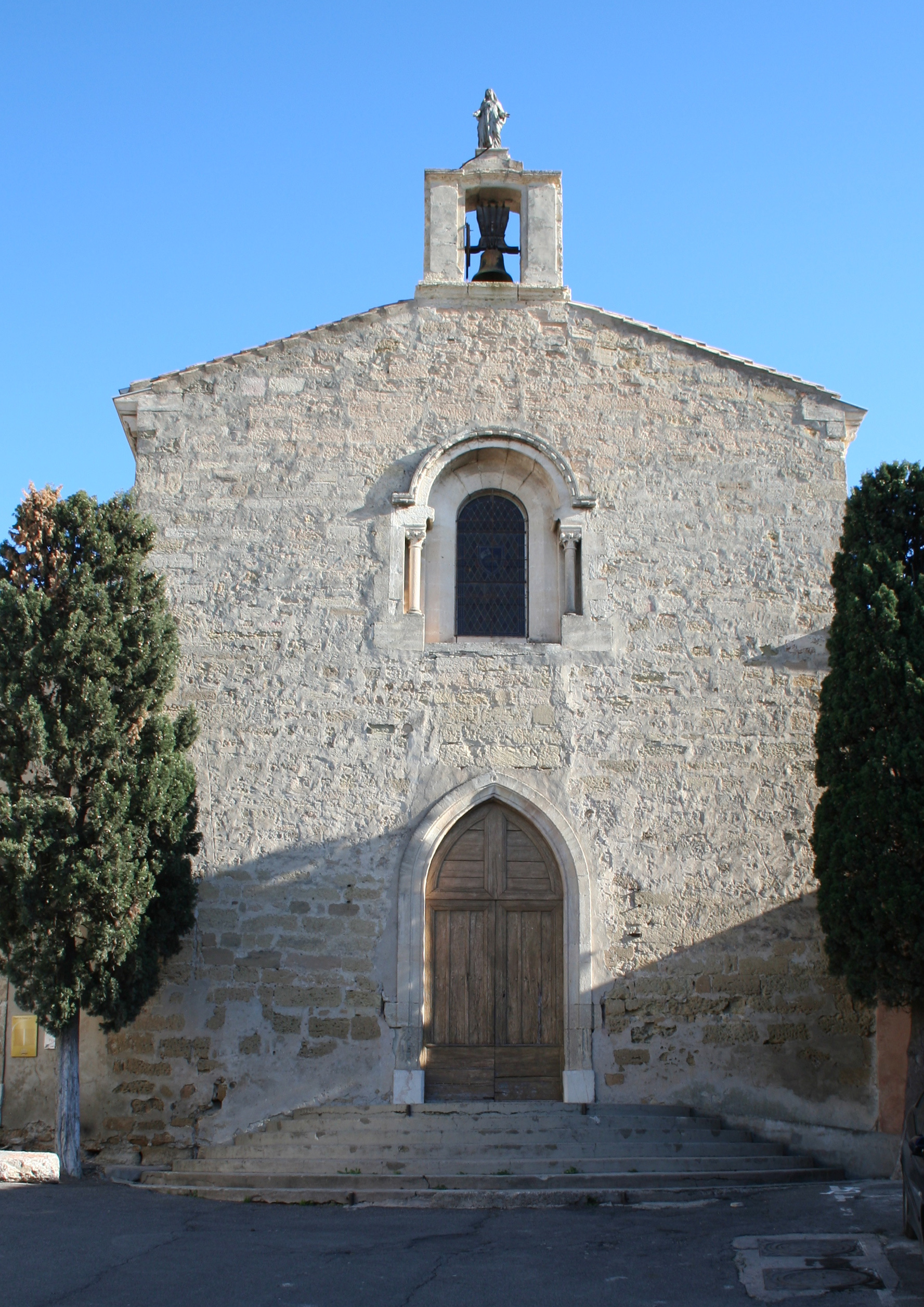
Kapelle der Pénitents
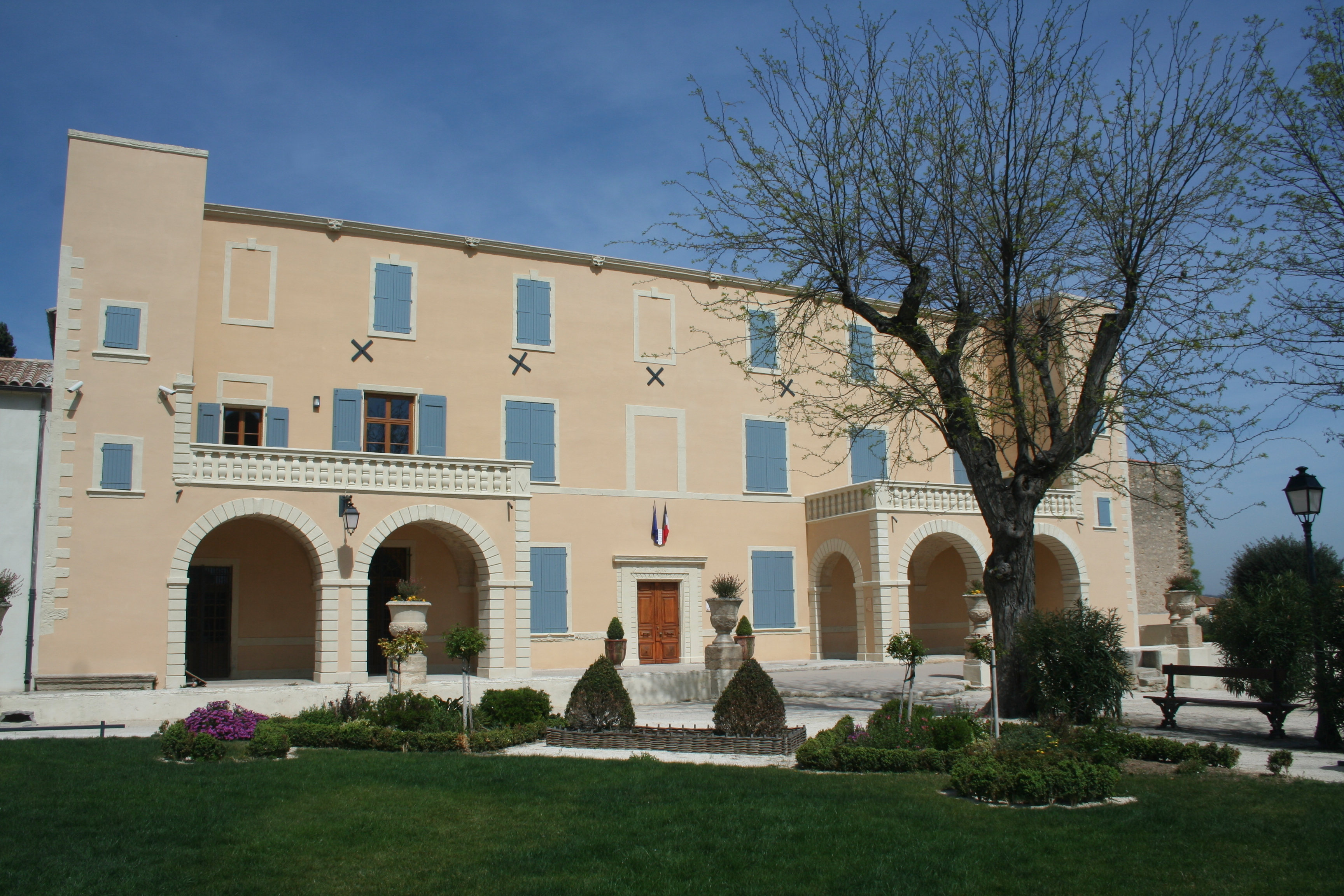
Schloss Girard

## Wirtschaft
Etwa ein Drittel aller Haushalte leben von der Austernzucht im Étang de Thau. Weitere wichtige Wirtschaftszweige sind der Weinbau und der Tourismus.

## Kultur
Seit 1991 veranstaltet die Stadt Mèze alljährlich im Juli das Festival de Thau, ein Musikfestival insbesondere mit afrikanischer und schwarzamerikanischer Musik und wechselnden sozialpolitischen Themenreihen.

## Persönlichkeiten
- André Miquel (1929–2022), Islamwissenschaftler und Arabist, geboren in Mèze